# Mercedes Llopart
Mercedes Llopart (Barcelona, 1895-Milán, 2 de septiembre de 1970) fue una cantante lírica española con tesitura de soprano. Fue además maestra de cantantes líricos como Alfredo Kraus y creadora de un método propio de enseñanza.

## Biografía
Estudió canto en Barcelona donde interpretó El barbero de Sevilla de Rossini, el 2 de julio de 1911, en el Teatro Prado Catalán. Debutó en 1912 en el teatro de la Sociedad de San Giovanni in Perssiceto interpretando el papel de Gilda en la ópera de Verdi, Rigoletto. Un año después el 10 de marzo de 1913, actuó en Orfeó Mataroní en la selección de conciertos, compartiendo escenario con el barítono Inocencio Navarro y el tenor Juan Elíes, obteniendo la aceptación del público. En la Ciudad condal volvió a actuar en 1915. Después de viajar por Italia y América, se anunció de nuevo en el Liceo en Barcelona en 1918, donde interpretó La Traviata, junto a Pietro Navia que hacía su presentación; Llopart fue aplaudida por el público, pero sin obtener la aceptación de la crítica. Actuó en la Ópera de El Cairo en 1920 como artista invitada. En ese mismo periodo, viajó a Roma para actuar en el Teatro Costanzi, donde permaneció en cartel hasta 1925.
Ha interpretado obras de Puccini como Tosca (1923) y a Ginevra en La cene delle beffe de Umberto Giordano. Auspiciada por el director de orquesta Arturo Toscanini, fue propuesta para cantar en La Scala de MIán donde interpretó Sieglinde en La Valquiria de Wagner entre 1924 y 1925, a Alice Ford en la ópera de Verdi Falstaff, que interpretó como invitada en  la Ópera de Covent Garden en Londres –Royal Opera House– entre 1926 y 1927.  Se presentó en el estreno de la ópera Sly de Wolf-Ferrari en el Teatro alla Scala, en 1927, con el tenor Aureliano Pertile. Interpretó a la Mariscala y  la Condesa en El caballero de la rosa de Richard Strauss al año siguiente junto a  Conchita Supervía como Octavian, y  estrenó La campana sommersa de Ottorino Respighi, en 1929.  En 1933 cantó Elsa (Lohengrin) en la Arena de Verona, entre otras interpretaciones en países de todo el mundo.
Tras retirarse abrió una escuela de canto en la ciudad de Milán en 1945. Entre sus más conocidos pupilos figuraron Renata Tebaldi, Fiorenza Cossotto a quien le dio clases en el Conservatorio de Turín, Alfredo Kraus de quien fue su maestra definitiva desde 1956 y fue fundamental en la preparación del tenor en el Concurso Internacional de Ginebra, en el que Kraus fue ganador. También fueron sus alumnos Renata Scotto a quien Mercedes Llopart dio clases de técnica vocal, Ana María Iriarte a quien dio clases en Milán entre 1954 y 1957. Anna Moffo, Elena Suliotis, Guljnara Kartewilischwili fueron también alumnos suyos, Francisco Ortiz quien fue su alumno en 1963 en Milán, ciudad donde residía Llopart, y Bernabé Martí, esposo de Montserrat Caballé, quien afirmó haber sido su alumno durante su estancia en Milán.
Falleció en Milán el 2 de septiembre de 1970.

## Discografía
- La Boheme: Mi Chamano Mimi. The Edison Trials: Voice Audition Cylinders of 1912-1913.[19]